# بوفالو (ایلینوی)
بوفالو (به انگلیسی: Buffalo) یک منطقهٔ مسکونی در ایالات متحده آمریکا است که در شهرستان سانگامون، ایلینوی واقع شده‌است. بوفالو ۰٫۸۹ کیلومتر مربع مساحت و ۴۴۷ نفر جمعیت دارد و ۱۸۶٫۲۴ متر بالاتر از سطح دریا واقع شده‌است.